# Schuyler Hamilton
Pour les articles homonymes, voir Hamilton.
Schuyler Hamilton (22 juillet 1822 - 18 mars 1903) est un soldat américain, agriculteur, ingénieur, et petit-fils d'Alexander Hamilton.

## Biographie

### Jeunesse
Hamilton naît le 22 juillet 1822 dans la ville de New York. Il était le troisième des dix enfants nés de John Chruch Hamilton (1792-1882) et Maria Eliza van den Heuvel. Ses grands-parents paternels sont Alexander Hamilton (1755/7–1804), un des pères fondateurs des États-Unis, et Elizabeth Schuyler (1757-1854). Son grand-père maternel est Baron John Cornelius van den Heuvel, le gouverneur de la Guyane hollandaise. Par sa sœur, Elizabeth Hamilton (1831-1884), il est le beau-frère du général Henry Halleck, et après sa mort, du général George Washington Cullum. Hamilton entre et est diplômé de West Point en 1841,,.

### Carrière

#### Guerre du Mexique
Hamilton sert avec une grande bravoure lors de la guerre américano-mexicaine, et est breveté premier lieutenant en 1846 et capitaine en 1847. De 1847 à 1854, il est aide de camp du lieutenant-général Winfield Scott. En 1854, il écrit A History of our National Flag et le 31 mai 1855, il démissionne de l'armée. Pendant la guerre, il est blessé à deux reprises, une fois par une balle à l'estomac et une fois par une lance qui traverse complètement sa poitrine, perforant son poumon. Hamilton devient l'un des membres originaux de l'Aztec Club de 1847.

#### Californie et Connecticut
Après la guerre américano-mexicaine, il part en Californie, et devient l'administrateur de la mine de mercure de New Almaden dans le comté de Santa Clara. Après trois ans, il retourne sur la côte est et devient agriculteur à Branford, au Connecticut.

#### Guerre de Sécession
Lors de l'éclatement de la guerre de Sécession, il quitte ses cultures et s'engage en tant que volontaire comme soldat dans le septième régiment de la garde nationale de New York. Il travaille dans l'état-major du général Benjamin Butler et est rapidement promu, devenant lieutenant-colonel de l'état-major du général Scott en tant que secrétaire militaire, et se liant d'amitié avec le général William T. Sherman.
Il est promu brigadier général des volontaires en novembre 1861 et sert comme officier d'état-major dans le département du Missouri. Lors de la bataille de l'Île numéro 10, Hamilton mène la deuxième division de l'armée du Mississippi. Il est transféré au commandement de la troisième division tout au long du siège de Corinth. Vers la fin de cette campagne, Hamilton prend le commandement de l'aile droite de l'armée du Mississippi, composée de la troisième et quatrième divisions. En septembre 1862, il est choisi pour une promotion de major général, mais cette promotion n'est jamais confirmée.
Il est contraint de démissionner, en 1863, en raison d'une maladie prolongée et le président Lincoln accepte avec regret sa démission, avec qui il a entretenu une correspondance pendant la guerre. Après la guerre, il rejoint la commanderie de New York de l'ordre militaire de la légion loyale des États-Unis.

#### Après la guerre
Il retourne dans sa ferme du Connecticut pendant trois ans et déménage ensuite à New York. De 1871 jusqu'en 1873, il est ingénieur hydrographe, dans le département des quais de la ville de New York. De 1873 à 1875, il est surintendant des entrepôts et par la suite, en raison de son mauvais état de santé, prend sa retraite. En 1874, son fils, Robert Ray Hamilton, lors d'un voyage à l'ouest, av une veste commandée par des indiens Cree Metis, une tribu amérindienne, pour Hamilton. Le 4 juin 1877, il prononce un discours devant la société historique de New York, qui est ensuite publié dans un livre, Our National Flag, the Stars and Stripes, Its History in a Century. En 1889, il écrit pour le New York Times, appelant à un retour à la civilité et à la grâce en permettant aux étrangers de compléter les États-Unis et ses dirigeants qui ont disparu.

## Vie personnelle
Le 3 avril 1850, Hamilton épouse Cornelia Ray (1829-1867) dans la ville de New York. Elle est la fille de Robert Ray (1794-1879), marchand, et de Cornelia Prime (1800-1874).
- Robert Ray Hamilton (1851-1890), membre de l'assemblée législative de l'État de New York
- Schuyler Hamilton, Jr (1853-1907), un architecte bien connu, qui a épousé Gertrude Van Cortlandt Wells (1849-1944), fille d'Alexandre Wells et, plus tard, de la Baroness de Graffenried[15].
- Charles Althrop Hamilton (1858-1875), qui est décédé à l'âge de 17 ans[16]

Le 11 juillet 1886, plusieurs années après la mort de sa première femme, il épouse Louisa Francis Paine Allen (1832-1898) au Park Hotel de Manhattan.
Le 18 mars 1903, il meurt dans sa résidence, 24 West 59th Street à New York, après avoir été invalide pendant plusieurs années.

### Descendants
Les petits-enfants d'Hamilton comprennent : Schuyler Van Cortlandt Hamilton, Gertrude Ray Hamilton, et Violet Loring Hamilton.